# Realismo en fotografía
El realismo en fotografía ha tenido su desarrollo en la Historia de la fotografía a través de diferentes movimientos conocidos como realismos fotográficos que han prestado mayor atención a la documentación fotográfica de la realidad en detrimento de los valores estéticos de la fotografía.